# Песчанка (Самарский район)
Песчанка (каз. Песчанка) — село в Самарском районе Восточно-Казахстанской области Казахстана. Входит в состав Палатцынского сельского округа. Код КАТО — 635057300.

## Население
В 1999 году население села составляло 232 человека (107 мужчин и 125 женщин). По данным переписи 2009 года, в селе проживали 134 человека (68 мужчин и 66 женщин).